# Sautusmeer
Het Sautusmeer, Zweeds: Sautusjärvi, Samisch: Savvdosjávri, is een meer in Zweden met twee randmeren: het Rapakkomeer, Rapakkojärvi, en het Sovameer, Sovajärvi. Het meer ligt op 325 meter boven de zeespiegel in de gemeente Kiruna en vangt het water van een aantal heuvels in de omgeving op. De belangrijkste toevoerrivier is de Sularivier vanuit het westen. Het water uit het Sautusmeer stroomt in het zuiden door de Sautusrivier naar de Torne.
afwatering: meer Sautusmeer → Sautusrivier → Torne → Botnische Golf